# Trần Văn Thuyết
Trần Văn Thuyết (sinh năm 1960), có biệt danh là Thuyết buôn vua, Thuyết chăn voi từ Vụ án Năm Cam và đồng phạm. Được biết đến như một doanh nhân giàu có bậc nhất miền Bắc Việt Nam thập niên 1990, chồng của nữ đạo diễn Nguyễn Linh Nga, và là một mắt xích quan trọng trong vụ án Năm Cam.
,

## Thông tin
Sinh năm 1960 trong một gia đình có 6 anh chị em, Thuyết là con trai thứ hai.. Thuyết từng là một cảnh sát trại giam của Bộ Công an khi còn trẻ, nhưng vì dính vào một vụ bê bối nên đổi nghề sang buôn bán xe ô tô, đồ điện tử và bất động sản.. Khi còn ở thời kỳ đỉnh cao, Thuyết là một thương nhân giàu có nổi tiếng ở Hà Nội thập niên 1990, từng được xem là dân chơi xe siêu sang cũng như bất động sản và có mối quan hệ đặc biệt thân thiết với hàng loạt giới chức cấp cao của Việt Nam.. Số tài sản khổng lồ của Nguyễn Linh Nga và Thuyết ở thời điểm này lên đến hàng trăm tỉ đồng với những siêu xe như Mercedes Benz S550, Mercedes Benz S600, những căn biệt thự sang trọng nằm tại những dãy phố trung tâm nổi tiếng của Hà Nội như phố Hàng Chuối, phố Nguyễn Thái Học. Địa điểm số 91 Nguyễn Thái Học là nơi Thuyết gặp gỡ với Trương Văn Cam cùng đồng bọn và nhiều giới chức cấp cao để "chạy án", bàn tính chuyện làm ăn.

## Vai trò của Thuyết trongVụ án Năm Cam và đồng phạm
Khi Vụ án Năm Cam và đồng phạm bị đưa ra ánh sáng, Thuyết lĩnh án chung thân, sau đó được giảm xuống 20 năm tù vì tội móc nối với các quan chức, lãnh đạo hàng đầu Việt Nam để giúp Năm Cam "chạy" án..Vụ án Năm Cam và đồng phạm là một trong những vụ án lớn nhất trong lịch sử Việt Nam suốt một thế kỷ qua. Trong đó Trương Văn Cam hay còn gọi là Năm Cam là một đối tượng hình sự đặc biệt nguy hiểm, cầm đầu hàng trăm băng nhóm đồng bọn từ Bắc chí Nam theo kiểu "xã hội đen" nhũng nhiễu người dân, giết người, cướp của, tổ chức đánh bạc, hối lộ nhiều quan chức, gây bất bình xã hội. Năm 1995, Năm Cam nhờ Nguyễn Văn Thắng, hay Thắng Tài Dậu giúp móc nối với Trần Văn Thuyết để nhờ Thuyết "chạy án" do biết được công an đang mở cuộc điều tra về các hoạt động phạm tội của tổ chức nguy hiểm này, và cũng biết Thuyết quen thân nhiều giới chức pháp luật cấp cao. Từ đó Thuyết thân thiết với Năm Cam và các băng nhóm, đồng bọn của Cam, cùng nhau thực hiện nhiều vụ "chạy án", hối lộ, móc nối với nhiều quan chức cấp cao.
Thuyết bị cơ quan cảnh sát điều tra bắt ngày 6 tháng 4 năm 2002 tại số 5 đường Nguyễn Thái Học, thành phố Đà Lạt, tỉnh Lâm Đồng. Chịu án cùng Trần Văn Thuyết còn có nhiều nhân vật như Trương Văn Cam, Châu Phát Lai Em, Nguyễn Việt Hưng, Nguyễn Hữu Thịnh, Phạm Văn Minh, Hồ Thanh Tùng cùng bị tử hình. Chịu án chung thân có Nguyễn Tuấn Hải, Nguyễn Xuân Trường, Bùi Anh Việt, Văn Công Tiến. Mức 20 năm gồm có Dương Ngọc Hiệp, Phan Thị Trúc, Trần Văn Thuyết, Tạ Đắc Lung. Những quan chức dính líu vào vụ việc gồm các ông Trần Mai Hạnh, cựu Ủy viên Ban Chấp hành Trung ương Đảng Cộng sản Việt Nam, nguyên Tổng Giám đốc Đài tiếng nói Việt Nam, Phó Chủ tịch Hội Nhà báo Việt Nam, là quan chức cấp cao và là bị cáo trong vụ án. Ông Nguyễn Thập Nhất, Trưởng phòng Kiểm sát giam giữ Viện Kiểm sát Nhân dân Hà Nội. Ông Phạm Sỹ Chiến, Phó Viện trưởng Viện Kiểm sát Nhân dân Tối cao. Ông Bùi Quốc Huy, nguyên Trung tướng, nguyên Ủy viên Ban Chấp hành Trung ương Đảng Cộng sản Việt Nam, nguyên Thứ trưởng Bộ Công an, cùng nhiều nhân vật cấp cao khác.

## Mối tình với Linh Nga

Sinh nhật Linh Nga năm 2000

Thuyết từng đính hôn với diễn viên, đạo diễn Nguyễn Linh Nga trước khi bị bắt. Cuộc tình của hai nhân vật "đình đám" trở thành đề tài khai thác rộng rãi của truyền thông Việt Nam những năm 2000, đặc biệt là sau khi cơ quan điều tra bắt Thuyết. Vụ bắt giữ xảy ra chỉ một tuần lễ sau lễ cưới của Thuyết và Nga.

## Đặc xá và nhân quả
Nguyễn Linh Nga từng chia sẻ với báo chí những năm sau này, vào năm 2002, cô là người nộp tiền giữ lại căn biệt thự Hàng Chuối cùng tài sản mà Thuyết hiện đang ở sau khi được đặc xá. Linh Nga cũng nộp tiền khắc phục hậu quả xin giảm án xuống 20 năm cho Thuyết. Cô đứng giữa làn đạn của dư luận, bênh vực cho Thuyết, trở thành một lá chắn đạn cho danh dự của hai người, trong khi các bằng hữu đều cao chạy xa bay, hoặc quay ngược trở lại xúc phạm Thuyết và Nga trên công luận. Trước khi Thuyết ra Toà tháng 12 năm 2001, Linh Nga bị chính các thành viên gia đình Thuyết truy xét về tiền bạc khiến cô phải dọn ra khỏi chính căn nhà mới cưới. Những bức hình cưới của Nguyễn Linh Nga và Thuyết treo trong nhà cũng bị gia đình Thuyết phá bỏ. Cùng thời điểm này, ngay sau khi cô hoàn tất giấy tờ giữ lại hai căn biệt thự cùng toàn bộ tài sản đứng tên cho Thuyết, giúp giảm án tù chung thân cho Thuyết xuống 20 năm, thì Nga bị ngăn cấm không cho vào thăm nuôi Thuyết ở trại giam Tiền Giang và nhận được tin báo từ cán bộ trại giam về việc Thuyết đã gạch tên Nga khỏi sổ thăm nuôi với tư cách là vợ. Sau khi Vụ án Năm Cam và đồng phạm khép lại, năm 2005 Linh Nga sang Mỹ du học và định cư. Năm 2015 Nga trở lại Việt Nam với tư cách nhà làm phim. Thuyết nhắc lại mối tình một thời với Linh Nga, nhưng cô không hồi âm. Về phần Thuyết cũng cưới một người vợ sau khi ra tù nhưng không thấy dư luận nhắc gì về việc này.

## Giới chức phạm tội trong vụ án

### Các bị cáo
- Bùi Quốc Huy
- Trần Mai Hạnh
- Phạm Sỹ Chiến
- Nguyễn Mạnh Trung
- Nguyễn Hoàng Linh
- Dương Minh Ngọc
- Võ Quang Thắng

### Giới chức liên quan
Những giới chức liên quan đến việc nhận hối lộ từ Trần Văn Thuyết, Năm Cam gồm:
- Ông Triệu Quốc Kế, nguyên là cục trưởng Cục cảnh sát điều tra Bộ Công an;
- Ông Cao Duy Phước.
- Ông Lê Thanh Đạo, nguyên viện trưởng Viện Kiểm sát Nhân dân Tối cao;